# Майкл Ессьєн
Майкл Ко́джо Ессьє́н (англ. Michael Kojo Essien; нар. 3 грудня 1982 року, Аккра, Гана) — ганський футболіст, що грав на позиції півзахисника. По завершенні ігрової кар'єри — тренер. З 2020 року входить до тренерського штабу клубу «Норшелланн».
Виступав, зокрема, за клуб «Челсі», а також національну збірну Гани.
Дворазовий чемпіон Франції. Дворазовий володар Суперкубка Франції. Дворазовий чемпіон Англії. Володар Кубка англійської ліги. Чотириразовий володар Кубка Англії. Переможець Ліги чемпіонів УЄФА.

## Клубна кар'єра
Народився 3 грудня 1982 року в місті Аккра. Вихованець юнацьких команд футбольного клубу «Ліберті Профешнелс».
У дорослому футболі дебютував 2000 року виступами за команду «Бастія» дебютувавши в дорослому футболі в матчі Ліги 1 проти «Меца». У клубі провів три сезони, взявши участь у 66 матчах чемпіонату. 
У 2002 році за 7,8 млн євро Майкл переходить до складу «Ліона», до цього відмовши ПСЖ. Захищав кольори клубу до 2005 року. За цей час двічі виборював титул чемпіона Франції, ставав володарем Суперкубка Франції.
Своєю грою за останню команду привернув увагу представників тренерського штабу клубу «Челсі», до складу якого приєднався в серпні 2005 року за 24,4 млн фунтів стерлінгів. Тим самим, Майкл став найдорожчим, на час підписання, африканським гравцем в історії. Дебют у новій команді відбувся 21 серпня 2005 року в матчі проти лондонського «Арсенала», матч закінчився перемогою «Челсі» з рахунком 1:0. 
Відіграв за лондонський клуб наступні сім сезонів своєї ігрової кар'єри. Більшість часу, проведеного у складі «Челсі», був основним гравцем команди. За цей час додав до переліку своїх трофеїв два титули чемпіона Англії, ставав володарем Кубка англійської ліги, володарем Кубка Англії (тричі).
Згодом з 2012 по 2013 рік грав у складі команди «Реал Мадрид» на правах оренди, після чого повернувся до складу «Челсі» ще на сезон.
З 2014 по 2018 виступав у складах «Мілана», «Панатінаїкоса» та «Персіба».
Завершив ігрову кар'єру у команді «Сабаїл», за яку виступав протягом 2019—2020 років.

## Виступи за збірні
1999 року дебютував у складі юнацької збірної Гани (U-17).
2001 року залучався до складу молодіжної збірної Гани.
2002 року дебютував в офіційних матчах у складі національної збірної Гани.
У складі збірної був учасником Кубка африканських націй 2002 року у Малі, чемпіонату світу 2006 року у Німеччині, Кубка африканських націй 2008 року у Гані, на якому команда здобула бронзові нагороди, Кубка африканських націй 2010 року в Анголі, де разом з командою здобув «срібло».
Загалом протягом кар'єри у національній команді, яка тривала 13 років, провів у її формі 59 матчів, забивши 9 голів.

## Кар'єра тренера
Розпочав тренерську кар'єру, ще продовжуючи грати на полі, 2019 року, увійшовши до тренерського штабу клубу «Сабаїл», де пропрацював з 2019 по 2020 рік.
З вересня 2020 року входить до тренерського штабу клубу «Норшелланн».

## Статистика виступів

### Статистика клубних виступів
| Сезон             | Команда           | Чемпіонат         | Чемпіонат | Чемпіонат | Національний кубок | Національний кубок | Національний кубок | Континентальні кубки | Континентальні кубки | Континентальні кубки | Інші змагання | Інші змагання | Інші змагання | Усього | Усього |
| Сезон             | Команда           | Ліга              | Ігор      | Голів     | Ліга               | Ігор               | Голів              | Ліга                 | Ігор                 | Голів                | Ліга          | Ігор          | Голів         | Ігор   | Голів  |
| ----------------- | ----------------- | ----------------- | --------- | --------- | ------------------ | ------------------ | ------------------ | -------------------- | -------------------- | -------------------- | ------------- | ------------- | ------------- | ------ | ------ |
| 2000–01           | «Бастія»          | Л1                | 13        | 1         | КФ+КЛ              | 2+0                | 0                  | -                    | -                    | -                    | -             | -             | -             | 15     | 1      |
| 2001–02           | «Бастія»          | Л1                | 24        | 4         | КФ+КЛ              | 4+2                | 0+1                | КІ                   | 0                    | 0                    | -             | -             | -             | 30     | 5      |
| 2002–03           | «Бастія»          | Л1                | 29        | 6         | КФ+КЛ              | 1+1                | 0                  | -                    | -                    | -                    | -             | -             | -             | 31     | 6      |
| Усього за Бастія  | Усього за Бастія  | Усього за Бастія  | 66        | 11        |                    | 10                 | 1                  |                      | -                    | -                    |               | -             | -             | 76     | 12     |
| 2003–04           | «Ліон»            | Л1                | 34        | 3         | КФ+КЛ              | 2+1                | 0                  | ЛЧ                   | 8                    | 0                    | СФ            | 1             | 1             | 46     | 4      |
| 2004–05           | «Ліон»            | Л1                | 37        | 4         | КФ+КЛ              | 2+0                | 0                  | ЛЧ                   | 10                   | 5                    | СФ            | 1             | 0             | 50     | 9      |
| Усього за Ліон    | Усього за Ліон    | Усього за Ліон    | 71        | 7         |                    | 5                  | 0                  |                      | 18                   | 5                    |               | 2             | 1             | 96     | 13     |
| 2005–06           | «Челсі»           | ПЛ                | 31        | 2         | КА+КЛ              | 4+1                | 0                  | ЛЧ                   | 6                    | 0                    | -             | -             | -             | 42     | 2      |
| 2006–07           | «Челсі»           | ПЛ                | 33        | 2         | КА+КЛ              | 5+6                | 1+1                | ЛЧ                   | 10                   | 2                    | СА            | 1             | 0             | 55     | 6      |
| 2007–08           | «Челсі»           | ПЛ                | 27        | 6         | КА+КЛ              | 2+4                | 0                  | ЛЧ                   | 12                   | 0                    | СА            | 1             | 0             | 46     | 6      |
| 2008–09           | «Челсі»           | ПЛ                | 11        | 1         | КА+КЛ              | 3+0                | 0                  | ЛЧ                   | 5                    | 2                    | -             | -             | -             | 19     | 3      |
| 2009–10           | «Челсі»           | ПЛ                | 14        | 3         | КА+КЛ              | 0+1                | 0                  | ЛЧ                   | 6                    | 1                    | СА            | 1             | 0             | 22     | 4      |
| 2010–11           | «Челсі»           | ПЛ                | 33        | 3         | КА+КЛ              | 2+0                | 0                  | ЛЧ                   | 8                    | 1                    | СА            | 1             | 0             | 44     | 4      |
| 2011–12           | «Челсі»           | ПЛ                | 14        | 0         | КА+КЛ              | 3+0                | 0                  | ЛЧ                   | 2                    | 0                    | -             | -             | -             | 19     | 0      |
| 2012–13           | «Реал Мадрид»     | ЛЛ                | 21        | 2         | КІ                 | 7                  | 0                  | ЛЧ                   | 7                    | 0                    | -             | -             | -             | 35     | 2      |
| 2013-січ. 2014    | «Челсі»           | ПЛ                | 5         | 0         | КА+КЛ              | 1+3                | 0                  | ЛЧ                   | -                    | -                    | СУ            | 0             | 0             | 9      | 0      |
| Усього за Челсі   | Усього за Челсі   | Усього за Челсі   | 168       | 17        |                    | 35                 | 2                  |                      | 49                   | 6                    |               | 4             | 0             | 256    | 25     |
| січ.-черв. 2014   | «Мілан»           | A                 | 7         | 0         | КІ                 | -                  | -                  | ЛЧ                   | 2                    | 0                    | -             | -             | -             | 9      | 0      |
| 2014–15           | «Мілан»           | A                 | 13        | 0         | КІ                 | 0                  | 0                  | -                    | -                    | -                    | -             | -             | -             | 13     | 0      |
| Усього за Мілан   | Усього за Мілан   | Усього за Мілан   | 20        | 0         |                    | 0                  | 0                  |                      | 2                    | 0                    |               | -             | -             | 22     | 0      |
| 2015–16           | «Панатінаїкос»    | СЛ                | 12        | 1         | КГ                 | 3                  | 0                  | ЛЧ+ЛЄ                | 0                    | 0                    | -             | -             | -             | 15     | 1      |
| 2017              | «Персіб»          | Л1                | 29        | 5         | -                  | -                  | -                  | -                    | -                    | -                    | -             | -             | -             | 29     | 5      |
| 2018–19           | «Сабаїл»          | ПЛ                | 4         | 0         | AK                 | 0                  | 0                  | -                    | -                    | -                    | -             | -             | -             | 4      | 0      |
| 2019–20           | «Сабаїл»          | ПЛ                | 10        | 0         | AK                 | 0                  | 0                  | ЛЄ                   | 1                    | 0                    | -             | -             | -             | 11     | 0      |
| Усього за Сабаїл  | Усього за Сабаїл  | Усього за Сабаїл  | 14        | 0         |                    | 0                  | 0                  |                      | 1                    | 0                    |               | -             | -             | 15     | 0      |
| Усього за кар'єру | Усього за кар'єру | Усього за кар'єру | 401       | 43        |                    | 60                 | 3                  |                      | 77                   | 11                   |               | 6             | 1             | 544    | 58     |

### Статистика виступів за збірну
| Дата       | Місто        | Господарі         | Результат           | Гості            | Турнір                                             | Голи | Примітки |
| ---------- | ------------ | ----------------- | ------------------- | ---------------- | -------------------------------------------------- | ---- | -------- |
| 4-1-2002   | Ісмаїлія     | Єгипет            | 2 – 0               | Гана             | товариський матч                                   | -    |          |
| 21-1-2002  | Сегу         | Марокко           | 0 – 0               | Гана             | Кубок африканських націй 2002 - 1-й етап           | -    |          |
| 24-1-2002  | Сегу         | ПАР               | 0 – 0               | Гана             | Кубок африканських націй 2002 - 1-й етап           | -    |          |
| 17-5-2002  | Любляна      | Словенія          | 2 – 0               | Гана             | товариський матч                                   | -    |          |
| 30-3-2003  | Радес        | Мадагаскар        | 3 – 3 (9 – 10 п.п.) | Гана             | товариський матч                                   | -    |          |
| 16-11-2003 | Аккра        | Сомалі            | 0 – 5               | Гана             | Відбір до ЧС 2006                                  | -    |          |
| 5-6-2004   | Уагадугу     | Буркіна-Фасо      | 1 – 0               | Гана             | Відбір до ЧС 2006                                  | -    |          |
| 20-6-2004  | Кумасі       | Гана              | 3 – 0               | ПАР              | Відбір до ЧС 2006                                  | -    |          |
| 3-7-2004   | Кампала      | Уганда            | 1 – 1               | Гана             | Відбір до ЧС 2006                                  | -    |          |
| 3-9-2004   | Кумасі       | Гана              | 2 – 0               | Кабо-Верде       | Відбір до ЧС 2006                                  | 1    |          |
| 10-10-2004 | Кумасі       | Гана              | 0 – 0               | ДР Конго         | Відбір до ЧС 2006                                  | -    |          |
| 18-6-2005  | Йоганнесбург | ПАР               | 0 – 2               | Гана             | Відбір до ЧС 2006                                  | 1    |          |
| 4-9-2005   | Кумасі       | Гана              | 2 – 0               | Уганда           | Відбір до ЧС 2006                                  | -    |          |
| 8-10-2005  | Прая         | Кабо-Верде        | 0 – 4               | Гана             | Відбір до ЧС 2006                                  | 1    |          |
| 2-3-2006   | Фриско       | Мексика           | 1 – 0               | Гана             | товариський матч                                   | -    |          |
| 26-5-2006  | Бохум        | Туреччина         | 1 – 1               | Гана             | товариський матч                                   | -    |          |
| 29-5-2006  | Лестер       | Ямайка            | 0 – 4               | Гана             | товариський матч                                   | -    |          |
| 4-6-2006   | Единбург     | Гана              | 3 – 1               | Південна Корея   | товариський матч                                   | 1    |          |
| 12-6-2006  | Ганновер     | Італія            | 2 – 0               | Гана             | ЧС 2006 - 1-й етап                                 | -    |          |
| 17-6-2006  | Кельн        | Чехія             | 0 – 2               | Гана             | ЧС 2006 - 1-й етап                                 | -    |          |
| 22-6-2006  | Нюрнберг     | Гана              | 2 – 1               | США              | ЧС 2006 - 1-й етап                                 | -    |          |
| 15-8-2006  | Лондон       | Гана              | 2 – 0               | Того             | товариський матч                                   | -    |          |
| 4-10-2006  | Йокогама     | Японія            | 0 – 1               | Гана             | товариський матч                                   | -    |          |
| 8-10-2006  | Сеул         | Південна Корея    | 1 – 3               | Гана             | товариський матч                                   | 1    |          |
| 14-11-2006 | Лондон       | Австралія         | 1 – 1               | Гана             | товариський матч                                   | -    |          |
| 6-2-2007   | Лондон       | Нігерія           | 1 – 4               | Гана             | товариський матч                                   | -    |          |
| 21-8-2007  | Лондон       | Гана              | 1 – 1               | Сенегал          | товариський матч                                   | -    |          |
| 8-9-2007   | Руан         | Гана              | 2 – 0               | Марокко          | товариський матч                                   | -    |          |
| 11-9-2007  | Ер-Ріяд      | Саудівська Аравія | 5 – 0               | Гана             | товариський матч                                   | -    |          |
| 18-11-2007 | Аккра        | Гана              | 2 – 0               | Того             | товариський матч                                   | -    |          |
| 21-11-2007 | Аккра        | Гана              | 4 – 2               | Бенін            | товариський матч                                   | -    |          |
| 20-1-2008  | Аккра        | Гана              | 2 – 1               | Гвінея           | Кубок африканських націй 2008 - 1-й етап           | -    |          |
| 24-1-2008  | Аккра        | Гана              | 1 – 0               | Намібія          | Кубок африканських націй 2008 - 1-й етап           | -    |          |
| 28-1-2008  | Аккра        | Гана              | 2 – 0               | Марокко          | Кубок африканських націй 2008 - 1-й етап           | 1    |          |
| 3-2-2008   | Аккра        | Гана              | 2 – 1               | Нігерія          | Кубок африканських націй 2008 - чвертьфінал        | 1    |          |
| 7-2-2008   | Аккра        | Гана              | 0 – 1               | Камерун          | Кубок африканських націй 2008 - півфінал           | -    |          |
| 9-2-2008   | Кумасі       | Гана              | 4 – 2               | Кот-д'Івуар      | Кубок африканських націй 2008 - матч за 3-тє місце | -    |          |
| 26-3-2008  | Лондон       | Гана              | 1 – 2               | Мексика          | товариський матч                                   | 1    |          |
| 1-6-2008   | Кумасі       | Гана              | 3 – 0               | Лівія            | Відбір до ЧС 2010                                  | -    |          |
| 8-6-2008   | Блумфонтейн  | Лесото            | 2 – 3               | Гана             | Відбір до ЧС 2010                                  | -    |          |
| 14-6-2008  | Лібревіль    | Габон             | 2 – 0               | Гана             | Відбір до ЧС 2010                                  | -    |          |
| 22-6-2008  | Аккра        | Гана              | 2 – 0               | Габон            | Відбір до ЧС 2010                                  | -    |          |
| 5-9-2008   | Триполі      | Лівія             | 1 – 0               | Гана             | Відбір до ЧС 2010                                  | -    |          |
| 29-3-2009  | Кумасі       | Гана              | 1 – 0               | Бенін            | Відбір до ЧС 2010                                  | -    |          |
| 7-6-2009   | Бамако       | Малі              | 0 – 2               | Гана             | Відбір до ЧС 2010                                  | -    |          |
| 20-6-2009  | Омдурман     | Судан             | 0 – 2               | Гана             | Відбір до ЧС 2010                                  | -    |          |
| 12-8-2009  | Лондон       | Замбія            | 1 – 4               | Гана             | товариський матч                                   | -    |          |
| 6-9-2009   | Аккра        | Гана              | 2 – 0               | Судан            | Відбір до ЧС 2010                                  | 1    |          |
| 9-9-2009   | Утрехт       | Японія            | 4 – 3               | Гана             | товариський матч                                   | -    |          |
| 11-10-2009 | Котону       | Бенін             | 1 – 0               | Гана             | Відбір до ЧС 2010                                  | -    |          |
| 15-11-2009 | Кумасі       | Гана              | 2 – 2               | Малі             | Відбір до ЧС 2010                                  | -    |          |
| 15-1-2010  | Кабінда      | Кот-д'Івуар       | 3 – 1               | Гана             | Кубок африканських націй 2010 - 1-й етап           | -    |          |
| 3-6-2011   | Аккра        | Гана              | 3 – 1               | Республіка Конго | Відбір до Кубка африканських націй 2012            | -    |          |
| 6-9-2013   | Кумасі       | Гана              | 2 – 1               | Замбія           | Відбір до ЧС 2014                                  | -    |          |
| 15-10-2013 | Кумасі       | Гана              | 6 – 1               | Єгипет           | Відбір до ЧС 2014                                  | -    |          |
| 19-11-2013 | Каїр         | Єгипет            | 2 – 1               | Гана             | Відбір до ЧС 2014                                  | -    |          |
| 5-3-2014   | Подгориця    | Чорногорія        | 1 – 0               | Гана             | товариський матч                                   | -    |          |
| 31-5-2014  | Роттердам    | Нідерланди        | 1 – 0               | Гана             | товариський матч                                   | -    |          |
| 16-6-2014  | Натал        | Гана              | 1 – 2               | США              | ЧС 2014 - 1-й етап                                 | -    |          |
| Усього     |              | Матчів            | 59                  |                  | Голів                                              | 9    |          |

## Досягнення

### Клубні
«Ліон»
- Чемпіон Франції: 2003-04, 2004-05
- Володар суперкубка Франції: 2003, 2004

«Челсі»
- Чемпіон Англії: 2005-06, 2009-10
- Володар кубка Англії: 2006-07, 2008-09, 2009-10, 2011-12
- Володар кубка Ліги: 2006-07
- Володар суперкубка Англії: 2005, 2009
- Переможець Ліги чемпіонів: 2011-12

### Міжнародні
- Чемпіон Африки (U-17): 1999
- Бронзовий призер Кубка африканських націй: 2008
- Фіналіст Кубка африканських націй: 2010